# Erik Harry Johannessen
Erik Harry Johannessen, född 6 januari 1902 i Stockholm, död 25 december 1980 i Oslo, var en norsk målare.
Erik Harry Johannessen började 1933 som grafiker och gjorde sig känd med en serie expressionistiska träsnitt med suggestiv svart-och-vitt-verkan. Han övergick snart under inflytande av Kai Fjell till ett slags oreflekterat abstrakt måleri, starkt innehållsmättat och av surrelaistisk stämningsprägel. Efter en själskris 1935 återvände Johannessen först 1946 till måleriet. Genom att teckna sina figurer i flera olika rörelselägen nådde Johannessen en dekorativ upplösning av motivet och samtidigt en dynamisk bildverkan.